# Тагиш
Тагиш (тагиш Tagish) или Тагиш Хваан (тагиш Tā̀gish kotʼīnèʼ, тл. Taagish ḵwáan) — индейский народ группы атапасков в Канаде. Относятся к американскому монголоидному типу. Говорят на языке тагиш, английском и тлингите. Подверглись ассимиляции со стороны тлингитов. 
Традиционные места расселения располагались вокруг озёр Тагиш и Марш-Лейк на западе территории Юкон. Самоназвание буквально переводится как «весенний лёд».
Язык тагиш близок языкам каска и тэлтэн. Счёт родства матрилинейный. Делились на две фратрии: Ворона и Волка. Был распространён обычай потлача. К концу XX века число говорящих на языке тагиш составляло 5 человек. Ныне в основном проживают в поселках Уайтхорс и Каркросс.
Сегодня люди народа тагиш живут в основном в Каркроссе или Уайтхорсе и являются членами Первой нации Каркросс/Тагиш или Первой нации Кванлин Дюн.
Кхееш (Джим Мейсон Скукум), Шао Тлаа (Кейт Кармак) и Кхаа Куух (Чарли Доусон) — члены коренных народов тагиш — сделали открытие, которое привело к золотой лихорадке в Клондайке.